# Championnat de Suisse des rallyes
 (juillet 2025).
Motif : absence totale de sources secondaires sur cette compétition. On ne source pas un compétition sur plusieurs dizaines d'année par une compilation personnelle de sources primaires donnant le résultat année après année
- Archive Wikiwix
- Bing
- Cairn
- DuckDuckGo
- E. Universalis
- Gallica
- Google
- G. Books
- G. News
- G. Scholar
- Persée
- Qwant
- (zh) Baidu
- (ru) Yandex
- (wd) trouver des œuvres sur Wikidata

| 1. | Préciser le motif de la pose du bandeau. | Précisez le motif de la pose du bandeau en utilisant la syntaxe suivante : {{admissibilité à vérifier\|date=juillet 2025\|motif=remplacez ce texte par le motif}}                                      |
| 2. | Informer les utilisateurs concernés.     | Pensez à avertir le créateur de l'article, par exemple, en insérant le code ci-dessous sur sa page de discussion : {{subst:avertissement admissibilité à vérifier\|Championnat de Suisse des rallyes}} |

Le Championnat Suisse des Rallyes est une compétition de sport automobile routière organisée en Suisse depuis 1973.
Grégoire Hotz est le seul pilote octuple vainqueur du championnat helvétique. 
En 2025, le Championnat Suisse des Rallyes compte cinq manches dont quatre sur sol suisse: le critérium jurassien, le rallye du Chablais, le rallye du Tessin et le rallye du Valais.

## Palmarès
| Année | Champion             | Voiture                                       |
| ----- | -------------------- | --------------------------------------------- |
| 2024  | Michael Burri        | Skoda Fabia Rally2, Hyundai i20 N Rally2 (en) |
| 2023  | Jonathan Hirschi     | VW Polo, Hyundai i20, Skoda Fabia...          |
| 2022  | Jonathan Hirschi     | VW Polo GTI R5 (en)                           |
| 2021  | Mike Coppens         | Skoda Fabia Rally2                            |
| 2020  | Annulé - COVID       | Annulé - COVID                                |
| 2019  | Ivan Ballinari       | Skoda Fabia R5                                |
| 2018  | Ivan Ballinari       | Škoda Fabia R5                                |
| 2017  | Sébastien Carron     | Ford Fiesta R5                                |
| 2016  | Sébastien Carron     | Ford Fiesta R5                                |
| 2015  | Grégoire Hotz        | Peugeot 207 S2000                             |
| 2014  | Sébastien Carron     | Peugeot 207 S2000                             |
| 2013  | Grégoire Hotz        | Peugeot 207 S2000                             |
| 2012  | Nicolas Althaus      | Peugeot 207 S2000                             |
| 2011  | Laurent Reuche       | Peugeot 207 S2000                             |
| 2010  | Grégoire Hotz        | Peugeot 207 S2000                             |
| 2009  | Florian Gonon        | Subaru Impreza WRX STI                        |
| 2008  | Grégoire Hotz        | Peugeot 207 S2000                             |
| 2007  | Grégoire Hotz        | Renault Clio S1600                            |
| 2006  | Hervé Taverney       | Renault Clio Williams                         |
| 2005  | Olivier Gillet       | Renault Clio S1600                            |
| 2004  | Patrick Heintz       | Subaru Impreza WRX STI                        |
| 2003  | Christian Jaquillard | Toyota Corolla WRC                            |
| 2002  | Christian Jaquillard | Toyota Corolla WRC                            |
| 2001  | Grégoire Hotz        | Citroën Saxo Kit-Car                          |
| 2000  | Grégoire Hotz        | Renault Maxi Megane                           |
| 1999  | Grégoire Hotz        | Renault Maxi Megane                           |
| 1998  | Cyril Henny          | Peugeot 306 S16                               |
| 1997  | Cyril Henny          | Peugeot 306 S16                               |
| 1996  | Georges Darbellay    | Opel Astra GSI                                |
| 1995  | Olivier Burri        | Ford Escort RS Cosworth                       |
| 1994  | Christian Jaquillard | Ford Escort RS Cosworth                       |
| 1993  | Olivier Burri        | Ford Sierra Cosworth 4x4                      |
| 1992  | Olivier Burri        | Toyota Celica                                 |
| 1991  | Olivier Burri        | Ford Sierra Cosworth 4x4                      |
| 1990  | Philippe Camandona   | Ford Sierra RS Cosworth                       |
| 1989  | Christian Jaquillard | Ford Sierra RS Cosworth                       |
| 1988  | Christian Jaquillard | Ford Sierra RS Cosworth                       |
| 1987  | Éric Ferreux         | Renault 11 Turbo                              |
| 1986  | Jean-Pierre Balmer   | Lancia Rally 037                              |
| 1985  | Éric Ferreux         | Renault 5 Turbo                               |
| 1984  | Éric Ferreux         | Renault 5 Turbo                               |
| 1983  | Éric Ferreux         | Porsche 911 SC                                |
| 1982  | Jean-Pierre Balmer   | Opel Ascona 400                               |
| 1981  | Jean-Marie Carron    | Porsche 911                                   |
| 1980  | Jean-Pierre Balmer   | Porsche 911 SC                                |
| 1979  | Claude Haldi         | Porsche 911 Turbo                             |
| 1978  | Philippe Carron      | Porsche 911 Carrera et Fiat 131 Abarth        |
| 1977  | Éric Chapuis         | Porsche 911 Carrera                           |
| 1976  | André Savary         | Porsche 911 Carrera                           |
| 1975  | Jean-Marie Carron    | Porsche 911 Carrera                           |
| 1974  | Matthias Schreir     | Alpine A110                                   |
| 1973  | Paolo Buzzi          | Lancia Fulvia HF                              |